# سترهیا
شهر سترهیا (به رومانیایی: Strehaia) در شهرستان مهدینتسی در کشور رومانی واقع شده‌است. جمعیت این شهر ۱۲٬۵۶۴ نفر  است.